# Antje Weithaas
Antje Weithaas (* 1966 in Guben) ist eine deutsche Violinistin.

## Leben
Mit viereinhalb Jahren begann Antje Weithaas das Geigenspiel. Sie studierte später an der Hochschule für Musik Hanns Eisler Berlin bei Werner Scholz. 1987 gewann sie den Kreisler-Wettbewerb in Graz, 1988 den Bach-Wettbewerb in Leipzig und 1991 den Internationalen Joseph-Joachim-Violin-Wettbewerb in Hannover, dessen Künstlerische Leiterin sie 2019 wurde. Einige Jahre war Antje Weithaas Professorin an der Berliner Universität der Künste, 2004 wechselte sie an die Hochschule für Musik Hanns Eisler. Antje Weithaas spielt ein Instrument von Stefan-Peter Greiner aus dem Jahr 2001.

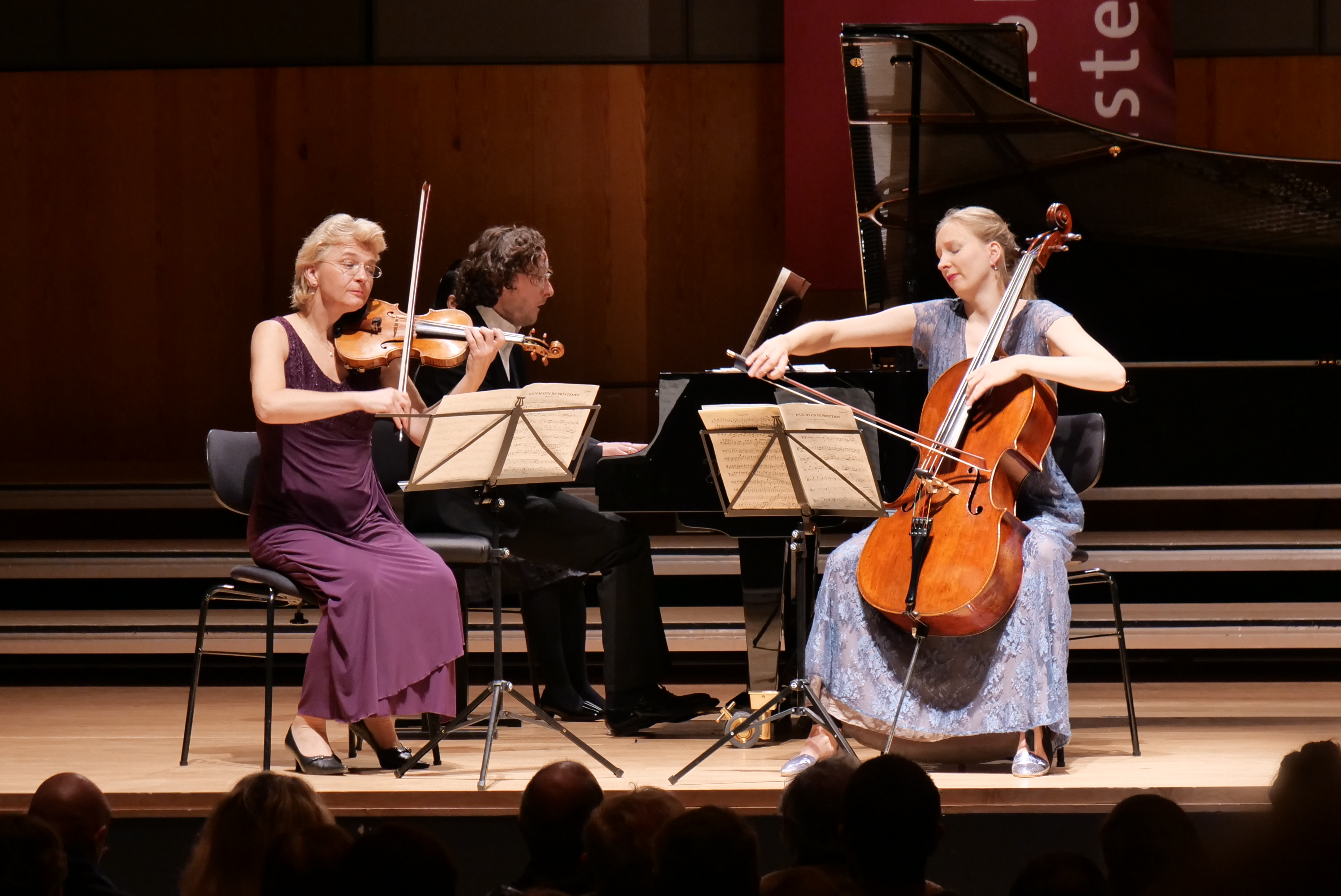
Weithaas, Martin Helmchen, Marie-Elisabeth Hecker, an der Hochschule für Musik Detmold (2019)

Neben solistischen und kammermusikalischen Auftritten spielte Antje Weithaas mit dem Deutschen Symphonie-Orchester Berlin, den Bamberger Symphonikern sowie beim Los Angeles Philharmonic, der San Francisco Symphony, dem Philharmonia Orchestra, dem BBC Symphony Orchestra und den führenden Orchestern der Niederlande, Skandinaviens und Asiens. Zu ihren Partnern am Dirigentenpult zählten Vladimir Ashkenazy, Sir Neville Marriner, Marc Albrecht, Yakov Kreizberg, Sakari Oramo und Carlos Kalmar. Einen Schwerpunkt ihrer kammermusikalischen Arbeit bildet für Antje Weithaas das Arcanto Quartett mit Daniel Sepec, Tabea Zimmermann und Jean-Guihen Queyras. Beim Label Harmonia Mundi erschienen CDs mit Werken von Bartók, Brahms, Ravel, Dutilleux und Debussy und Schubert.
Eine feste Kammermusik-Partnerschaft verbindet sie mit der Pianistin Silke Avenhaus auf Tourneen und fünf CDs mit Werken Schuberts, Brahms’, Mendelssohns, Dvořáks, Suks und französischen Komponisten auf dem Label CAvi-music. Zum 50. Geburtstag der Camerata Bern dokumentierte Antje Weithaas ihre künstlerische Leitung mit einer Aufnahme zweier Bearbeitungen von Beethoven-Werken, dem Streichquartett op. 95 und der Kreutzer-Sonate (in der Bearbeitung von Richard Tognetti).
Außerdem spielte Antje Weithaas mit Clemens Hagen, Sharon Kam, Christian und Tanja Tetzlaff sowie Lars Vogt in wechselnden Formationen Kammermusik. Antje Weithaas gehört zum Kern des Künstlerensembles, das das Festival Spannungen – Musik im Kraftwerk Heimbach gestaltet. Zudem bildet sie gemeinsam mit der Hornistin Marie-Luise Neunecker und der Pianistin Silke Avenhaus ein Trio.

## Repertoire
Ihr Konzertrepertoire beinhaltet neben Konzerten Mozarts, Beethovens und Schumanns und neuen Werken wie dem Violinkonzert von Jörg Widmann auch Klassiker der Moderne wie Schostakowitsch, Prokofjew, Hartmann und Ligeti sowie selten gespielte Violinkonzerte wie die von Korngold, Schoeck und Gubaidulina.